# Národní aréna Holmenkollen

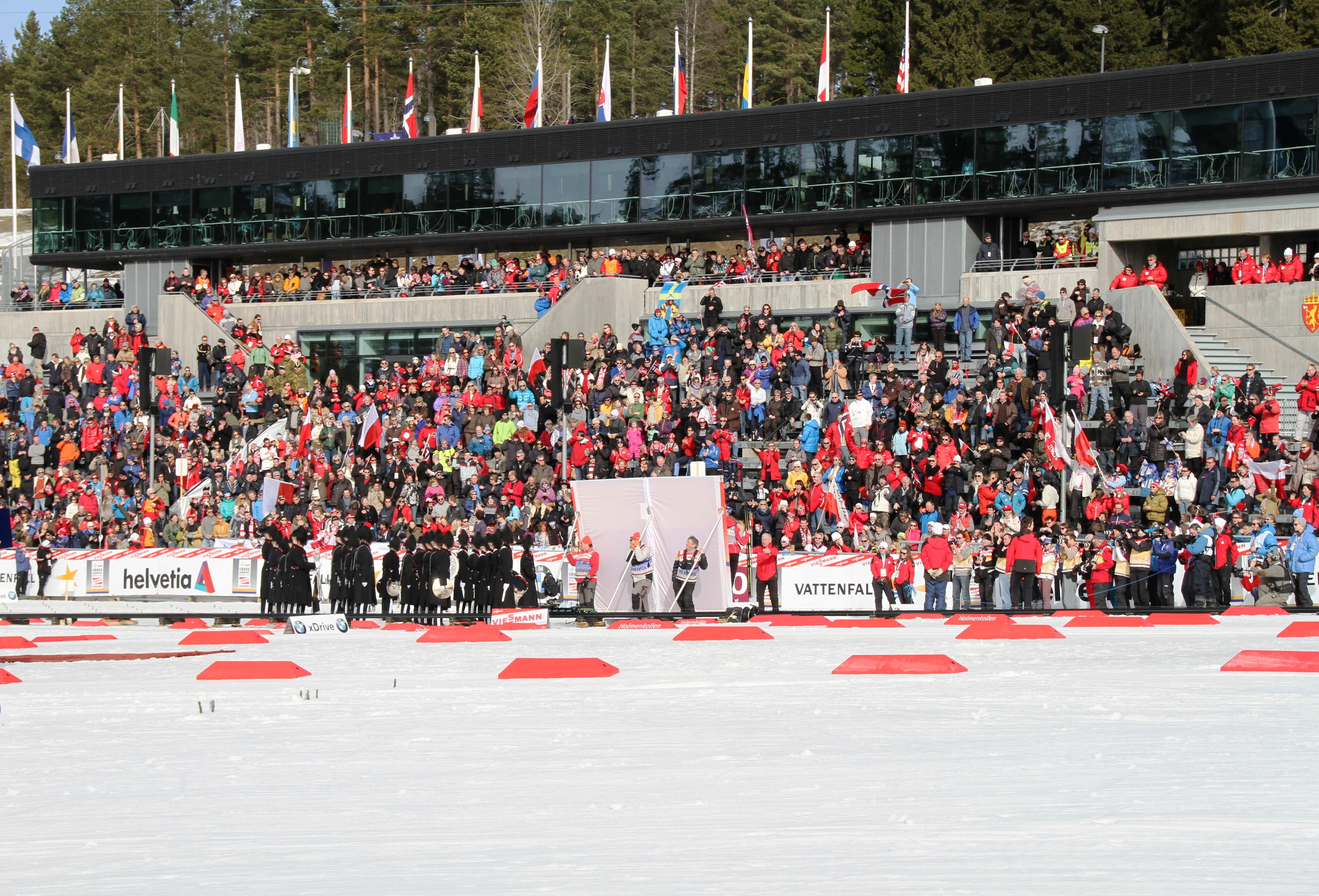
Stadion Holmenkollen

Národní aréna Holmenkollen je lyžařské středisko v Norsku. Nachází se ve stejnojmenné čtvrti hlavního města Osla. Středisko disponuje velkým skokanským můstkem Holmenkollbakkenem, skokanským můstkem Midtstubakkenem a běžeckými tratěmi a stadionem pro běžecké lyžování a biatlon, pro biatlonové závody je navíc vybaveno střelnicí. Od roku 1892 zde probíhá Lyžařský festival Holmenkollen, který představuje společnou událost pro závody světového poháru ve skocích na lyžích, běhu na lyžích, severské kombinaci a biatlonu.
V roce 1952 zde probíhaly zimní olympijské hry.
V letech 1930, 1966, 1982 a 2011 zde uspořádali Mistrovství světa v klasickém lyžování.
V letech 1986, 1990, 1999, 2002 a 2016 se zde konalo Mistrovství světa v biatlonu.

## Popis
Středisko disponuje velkým skokanským můstkem Holmenkollbakkenem, skokanským můstkem Midtstubakkenem a běžeckými tratěmi a stadionem pro běžecké lyžování a biatlon; pro biatlonové závody je navíc vybaveno střelnicí.
Stadion byl naposledy rekonstruován v roce 2015. Byl instalován nový osvětlovací systém pro střelnici a vylepšen systém pro výrobu sněhu.

## Doprava
Do lyžařského střediska Holmenkollen je možno dopravit se po lince Holmenkollen metra v Oslu (v blízkosti stadionu není žádné kapacitní parkoviště). Stanice Holmenkollen se nachází v blízkosti velkého skokanského můstku a stadionu pro běžecké lyžování, zatímco stanice Midtstuen leží nedaleko skokanského můstku Midtstubakken. Tato linka metra disponuje jako jediná v Oslu dostatečně dlouhými nástupišti ve stanicích pro šest vozů, takže je možno zde přepravit až devět tisíc pasažérů za hodinu.